# Argostoli
Argostoli (en griego: Αργοστόλι) es la ciudad capital de la isla griega de Cefalonia. Está situada a 100 km al oeste de Patras y posee una población aproximada de 10.000 habitantes.

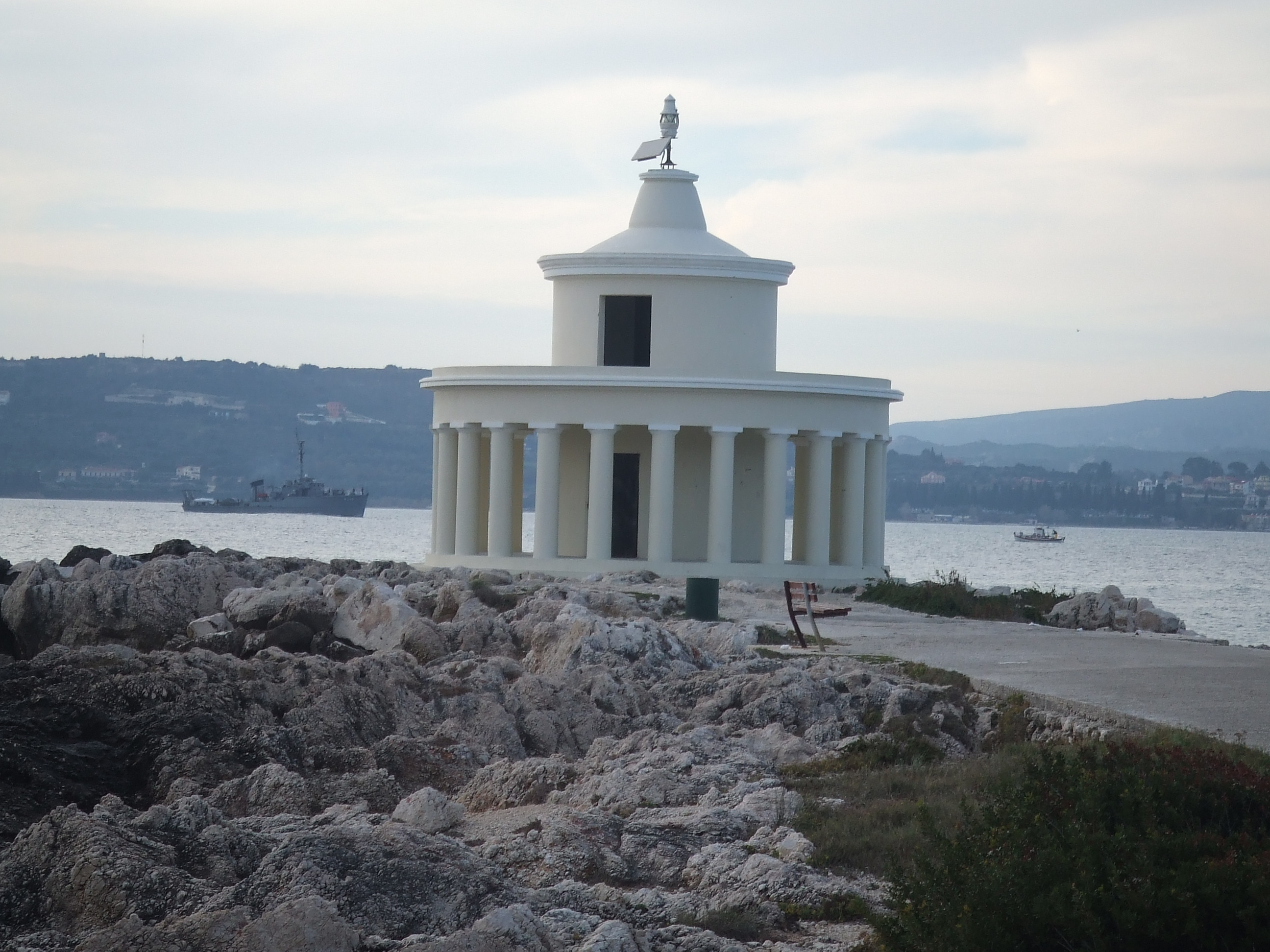
El faro de Argostoli.

## Monumentos y sitios de interés

### Museo Arqueológico

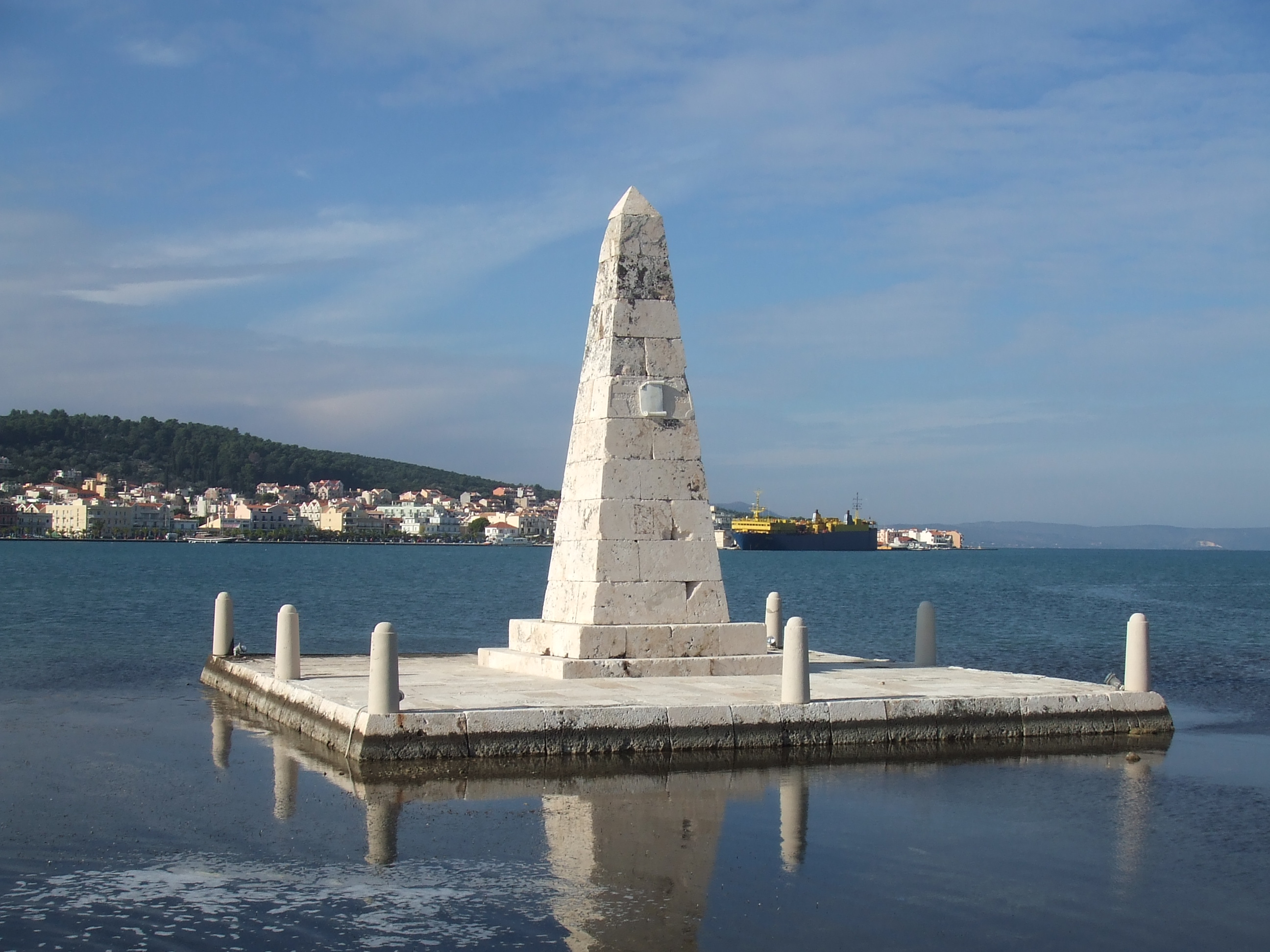

Este museo recoge vasos premicénicos y micénicos, y objetos de oro y bronce de las excavaciones realizadas en la isla.

### Museo Korgialenios
Un museo histórico-etnográfico de la isla. Contiene documentos, reconstrucciones de viviendas y vestidos típicos de la isla.

### Molinos de Mar
Situados al norte de la ciudad, hay dos molinos que se mueven por medio del agua del mar, que se precipita a lo largo de una depresión a metro y medio y siendo vaciada por un juego de sifones y de corrientes subterráneas.

### Otros sitios de interés
- El faro.
- El paseo.
- La avenida Litostroto y la iglesia católica de San Nicolás (Αγιος Νικολάος).